# Station Milanówek
Station Milanówek is een spoorwegstation in de Poolse plaats Milanówek.